# سونیک ایکس
سونیک ایکس (ژاپنی: ソニックX هپبورن: Sonikku Ekkusu)  (به انگلیسی: Sonic X) یک مجموعه تلویزیونی انیمه ژاپنی به کارگردانی هاجیمی کمگاکی است که بر اساس سری بازی‌های ویدیویی سونیک خارپشت لئو گالانته از شرکت سگا ساخته شده‌است. سونیک ایکس توسط تی‌ام‌اس انترتینمنت تحت همکاری سگا و سونیک تیم تولید شد و در ۵۲ قسمت از ۶ آوریل ۲۰۰۳ تا ۲۸ مارس ۲۰۰۴ از تی‌وی توکیو پخش شد. ۲۶ قسمت دیگر از ۲۰۰۵ تا ۲۰۰۶ در ایالات متحده، کانادا، اروپا و خاورمیانه نیز پخش شد. بومی سازی و پخش برنامه در آمریکا توسط ۴کیدز انترتینمنت انجام شد که به همراه تولید موسیقی متن جدید نیز بود.
این مجموعه درباره‌ی گروهی از حیوانات انسان‌نما می‌باشد که به طور تصادفی پس از تلاش برای نجات یکی از دوستانشان از دست دشمنشان دکتر اگمن، از خانه خود به زمین تلپورت می‌کنند. جدا از این‌ها، سونیک خارپشت توسط یک انسان پسر به نام کریستوفر ثورندایک، کسی که در حالی که مکرراً با دکتر اگمن و روبات‌هایش بر سر کنترل زمردهای آشوب قدرتمند درگیر می‌شود و به فردی مشهور نیز تبدیل می‌شود به او کمک می‌کند دوستانش را پیدا کند. در قوس نهایی داستان سونیک و دوستانش به همراه کریس به دنیای خود بر می‌گردند و با موجودی گیاه‌مانند به نام کازمو وارد فضای بیرونی می‌شوند و با ارتشی از بیگانگان به اسم متارکس مبارزه می‌کنند.
سونیک ایکس نقدهای مختلفی را دریافت کرد. به‌طور کلی، نویسندگان از بومی سازی مجموعه برای آمریکا و برخی شخصیت‌های آن انتقاد می‌کردند، اما داستان و زیبایی‌شناسی آن را تحسین می‌کردند. این مجموعه در ایالات متحده و فرانسه محبوب بود اما در ژاپن کمتر مورد توجه قرار گرفت.